# Михальов Юрій Олексійович
Юрій Олексійович Михальов (нар. 1938) — український зоолог, доктор біологічних наук, професор.

## Біографія
Ю. О. Михальов народився 2 вересня 1938 року у Смоленській області РРФСР.
У 1963 році закінчив біологічний факультет Кишинівського державного університету і був прийнятий на посаду старшого наукового співробітника Одеської лабораторії морських ссавців і іхтіології Азово-Чорноморського науково-дослідного інституту морського рибного господарства і океанографії (АзЧорНІРО).
З 1970 року працював старшим науковим співробітником Лабораторії морських ссавців Всесоюзного науково-дослідного інституту морського рибного господарства і океанографії (ВНІРО), а з 1971 року — завідувачем лабораторії морських ссавців Одеського відділення АзЧорНІРО з китобійного промислу.
У 1971 році захистив дисертацію «Пренатальне зростання і деякі питання біології розмноження фінвалів Південної кулі» з зоології і здобув науковий ступінь кандидата біологічних наук.
В 1997 році захистив докторську  дисертацію «Промислові китоподібні Південної півкулі: біологія і перспективи відновлення популяцій»  (11.0011 — охорона навколишнього середовища та раціонального використання природних ресурсів).
У 2005 році захистив другу  дисертацію «Китоподібні Південної півкулі: біологія і перспективи відновлення популяцій» (03.00.08 — зоологія) на здобуття наукового ступеня доктора  біологічних наук. У 2011 році присвоєно вчене звання професора.
У 1982 році перейшов на викладацьку роботу в Одеський державний педагогічний інститут, працював старшим викладачем, доцентом.
Протягом 1998—2015 років обіймав посаду професора кафедри анатомії та фізіології  Південноукраїнського національного педагогічного університету імені К. Д. Ушинського.
У 2015 році перейшов до Інституту морської біології Національної академії наук України (м. Одеса) в якості старшого наукового співробітника.
Протягом 1994—2002 років був депутатом Одеської міської ради.

## Наукова діяльність
Є спеціалістом з біології морських ссавців.
Шість разів брав участь в антарктичних рейсах, входячи до складу Наукових груп китобійних флотилій «Радянська Україна» (1964—1965 рр.), «Слава» (1965—1966 рр.), «Юрій Долгорукий» (1966—1967, 1968—1969 рр.), науково-пошукового судна «Бадьорий-25» (1973—1974, 1974—1975 рр.).
Входить до складу Рад з морських ссавців України, Росії, Європейської Ради з морських ссавців. Є незалежним експертом Наукового комітету Міжнародної китобійної комісії (Кембридж, Велика Британія).
Є автором понад 150 наукових публікацій

#### Праці
- Морфологические особенности гипофиза китообразных/ Ю. А. Михалев.// Научная конференция по итогам научно-исследовательских работ. — Кишинев, 1966. — С. 144.
- Vascularization and size of the respiratory surfaces in the Antarctic white-blooded fish Chaenichtys rugosus Regan (Percoidei, Chaenichtyidae)/М. Jakubowski, W. Byczkowska-Smyk, Y.  Mikhalev // Zoologica Poloniae. — V. 19, Fasciculus 2. — P. 303—317.
- К биологии размножения сейвалов Антарктики/ Г. А. Будыленко, Ю. А. Михалев // Киты Южного полушария (биология и морфология): Труды АтлантНИРО. — Вып. 29. — Калининград, 1970.  – С. 3-16.
- К вопросу об определении среднего размера новорожденных финвалов/ Ю. А. Михалев. // Тезисы докладов 5-го Всесоюзного совещания по изучению морских млекопитающих. — Махачкала, 1972. — С. 206—209.
- Method for Graphical Record of Surface Relief of Decalcinated Sections of Sperm Whale Teeth with the Aim to Determine their Age/Mikhalev Yu. A.// : Rep. Int. Whal. Commn, 1977. — N 27 — Р. 356—360.
- Наблюдения с самолетов за распределением афалин в Черном море/Ю. А. Михалев. // Биологические аспекты охраны редких животных: ВНИИ охраны природы и заповедного дела. — Москва, 1981. — С. 97 — 98.
- К вопросу о «трансфазе» в ушных пробках усатых китов/ Ю. А. Михалев. // Морские млекопитающие: Тезисы докладов 10-го Всесоюзного совещания по изучению, охране и рациональному использованию морских млекопитающих. — Светлогорск, 1990. — С. 196—198.
- Perculiarity of the dolphins distribution according to aerial survey data/ Mikhalev Yu.A. // Proceedings of the First International Symposium on the Marine Mammals of the. — , 1996. — P.  79 — 81.
- Беременные самки, добытые АКФ «Слава»/Ю. А. Михалев.// Материалы Советского китобойного промысла (1949—1979 гг.): Сборник статей. — М.: Центр экологической политики России, 2000. — С. 323—337.
- Беременные самки, добытые АКФ «Советская Украина»/ Ю. А. Михалев// Материалы Советского китобойного промысла (1949—1979 гг.). — М.: Центр экологической политики России, 2000. — С. 338—360.
- Анализ промысла китов в Антарктике и прилежащих водах/ Ю. А. Михалев. // Морские млекопитающие (Результаты исследований, проведенных в 1995—1998 гг.). — М.: НИП «МОРЕ», 2002. — С. 329—355.
- Китоподібні Південної півкулі: біологія і перспективи відновлення популяцій: Автореферат дисертації… доктора біологічних наук.:03.00.08 / Ю. О. Михальов ; Нац. акад. наук України, Ін-т зоології ім. І. І. Шмальгаузена. — К. , 2005. — 32 с.
- Общая закономерность пренатального роста китообразных (CETACEA)/Ю. А. Михалев. // Науковий вісник Південноукраїнського державного педагогічного університету ім. К. Д. Ушинського (збірник наукових праць). Ювілейний випуск.  – Одеса, 2007. — С. 43 — 56.
- Киты Южного полушария: биология, промысел, перспективы восстановления популяций/ Ю. А. Михалев. — Одесса: ООО «ИНВАЦ», 2008. — 328 с.
- Карликовые гладкие киты (Caperea marginata, Gray 1846) открытых вод юго-восточной Атлантики/ Ю. А. Михалев, Г. А. Будыленко. // Морские млекопитающие Голарктики: Сборник научных трудов. — Т. 2. — М., 2012. — С. 104—107. http://www.imb.odessa.ua/books/201513/139.pdf [Архівовано 27 лютого 2019 у Wayback Machine.]
- Косатки Антарктики: распределение и некоторые вопросы биологии/ Ю. А. Михалев.// Украинский Антарктический журнал. — 2016. — № 15. — С. 122—131. https://web.archive.org/web/20190227060830/http://uaj.uac.gov.ua/sites/default/files/documents/uaj15-2016%20%2814%29.pdf